# Großer Nickus
Der Große Nickus ist eine 558 m ü. NHN hohe Erhebung im östlichen Main-Kinzig-Kreis auf dem Gebiet der Gemeinde Sinntal 2,5 km nordwestlich des Ortsteils Oberzell im Staatsforst Altengronau.
Der bewaldete Berg zählt zum Naturpark Spessart
, wird naturräumlich aber zur Brückenauer Kuppenrhön gerechnet. Tatsächlich entspricht der auf dem Großen Nickus in überwucherten  Blöcken anstehende Basalt dem Gestein der Rhön, da im Spessart Buntsandstein vorherrschend ist.
900 m südlich des Berges erhebt sich der 488 m hohe Kleine Nickus. Zwischen beiden Gipfeln verläuft die L3141 von Oberzell nach Gundhelm. Diese Straße erreicht mit bis zu 20 Prozent Steigung 1,8 km nordwestlich des Großen Nickus an einer namenlosen Kuppe auf 563 m ihren höchsten Punkt.